# 霍尔茨巴赫
霍尔茨巴赫是德国莱茵兰-普法尔茨州的一个市镇。总面积5.03平方公里，总人口553人，其中男性281人，女性272人（2011年12月31日），人口密度110人/平方公里。